# 霍厄瑙
霍厄瑙是德国巴伐利亚州的一个市镇。总面积43.11平方公里，总人口3353人，其中男性1686人，女性1667人（2011年12月31日），人口密度78人/平方公里。